# Lamborghini Jarama
Lamborghini Jarama är en sportbil, tillverkad av den italienska biltillverkaren Lamborghini mellan 1970 och 1976. Bilen designades av Bertone-designern Marcello Gandini.
Jaraman blev Lamborghinis sista frontmotorbil, i den serie som inletts med 350 GT. Produktionen var blygsam, med endast 327 exemplar tillverkade.
Varianter:
| Modell  | Motor               | Cylindervolym | Effekt | Bränsle                     |
| ------- | ------------------- | ------------- | ------ | --------------------------- |
| 400 GT  | 12-cyl V-motor dohc | 3929 cm³      | 350 hk | 6 st Weber 40DCOE förgasare |
| 400 GTS | 12-cyl V-motor dohc | 3929 cm³      | 365 hk | 6 st Weber 40DCOE förgasare |